# Karim Benguerich
Karim Benguerich (* 8. Dezember 1971) ist ein deutscher Reality-TV-Teilnehmer und Unternehmer. Er wurde bekannt durch seine Teilnahme an der 2. Staffel der Fernsehshow Big Brother.

## Big Brother
Karim Benguerich nahm an der 2. Staffel der Reality-TV-Show Big Brother teil. Nach 63 Tagen schied er freiwillig aus dem Haus. Im Anschluss nahm er die Single Länger als die Ewigkeit auf, die Platz 48 der deutschen Singlecharts erreichte. Eine weitere Single 2002 als K*Rim floppte.

## Weitere berufliche Laufbahn
2005 gründete er die EcoMedic GmbH in Wiesbaden, ein Handelshaus und Vermarkter für moderne Medizintechnik, apparative Kosmetik und Pharmaceuticals im deutschsprachigen Raum und Teilen Europas. Nach dem Verkauf des Unternehmens im Jahr 2021 gründete er, gemeinsam mit Michael Q. Pugliese, die europäische Niederlassung am Standort Wiesbaden unter der Firmierung Circadia Europe GmbH am 1. August 2022 (HRB 33570 / Registergericht Wiesbaden). Circadia ist eine Hautpflege-Kollektion, die ebenfalls in der Medizin (Dermatologie / plastische Chirurgie) eingesetzt wird.

## Privatleben
Daniela, die den Spitznamen „Franken-Barbie“ von den Medien erhielt, lernte er im Big-Brother-Haus kennen. Die beiden verließen gemeinsam das Haus und heirateten am 30. März 2001. Beide wohnen noch immer in Wiesbaden. Sie sind mittlerweile geschieden. Karim Benguerich heiratete erneut am 4. Juni 2021 Nora Benguerich (geb. Mohra). Karim Benguerich hat Kinder.

## Diskografie
- 2001: Länger als die Ewigkeit (Single, RCA)
- 2002: Shot (als K*Rim, Single, Edel Records)